# Rivière Tenturette
La rivière Tenturette est un affluent de la rivière Ratsoul, coulant entièrement dans la municipalité de Saint-Marcel (Québec), dans L'Islet (municipalité régionale de comté), dans la région administrative de Chaudière-Appalaches, au Sud du Québec, au Canada.
Le cours de la rivière Tenturette coule entièrement en zone forestière.
Le sous-bassin versant de la rivière Tenturette est accessible surtout par le chemin de la Madrid.

## Hydrographie
La rivière Tenturette prend sa source à l’embouchure du Lac Tenturette (longueur : 0,5 km ; altitude : 416 m), situé dans le canton d’Arago dans la municipalité de Saint-Marcel (Québec), dans les Monts Notre-Dame.
L’embouchure de ce lac est située à :
- km au Sud-Ouest de la route 285 ;
- km au Nord-Ouest du centre du village de Saint-Marcel (Québec) ;
- km au Nord-Ouest de la frontière canado-américaine.

À partir de l’embouchure du Lac Fontaine-Claire, la rivière Tenturette coule sur 8,7 km au Québec, selon les segments suivants :
- 1,0 km vers le Nord-Est dans Saint-Marcel (Québec), jusqu’à un ruisseau (venant du Nord-Ouest) ;
- 3,2 km jusqu'à la décharge du Lac des Roches (venant de l’Ouest) ;
- 1,3 km jusqu’au chemin de la Madrid ;
- 1,4 km vers le Sud-Est, jusqu’au ruisseau Hudon (venant du Nord) ;
- 1,8 km vers le Sud, jusqu’à la confluence de la rivière[2].

La rivière Tenturette se déverse sur la rive Nord-Est de la rivière Ratsoul dans le canton d’Arago dans Saint-Marcel (Québec). Cette confluence est située à :
- 2,4 km au Nord du centre du village de Saint-Marcel (Québec) ;
- 16,3 km au Nord-Ouest de la frontière canado-américaine (Québec-Maine).

À partir de la confluence de la rivière Tenturette, la rivière Ratsoul coule vers le Sud-Est jusqu’à la rive Nord-Ouest de la Grande rivière Noire (fleuve Saint-Jean) laquelle coule vers le Nord-Est, vers le Sud-Est puis vers l’Est jusqu’à la rive Ouest du fleuve Saint-Jean. Ce dernier coule vers l'Est et le Nord-Est en traversant le Maine, puis vers l'Est et le Sud-Est en traversant le Nouveau-Brunswick. Finalement le courant se déverse sur la rive Nord de la Baie de Fundy laquelle s’ouvre vers le Sud-Ouest sur l’Océan Atlantique.

## Toponymie
Le toponyme "rivière Tenturette" a été officialisé le 5 décembre 1968 à la Commission de toponymie du Québec.